# Mutulu Shakur
Mutulu Shakur (ur. 8 sierpnia 1950 w Baltimore, stan Maryland w USA, zm. 6 lipca 2023) – ojczym Tupaca Shakura oraz ojciec rapera Mopreme.
Jego prawdziwe imię i nazwisko to Jeral Wayne Williams. Był bliskim przyjacielem Geronimo Pratta. Shakur brał udział w napadzie i zrabowaniu ponad 1,6 milionów dolarów podczas napadu na ciężarówkę w Nowym Jorku. Podczas napadu zginęły trzy osoby. Został złapany i odsiadywał wyrok do 2016 roku.
W 2007 wydał album w hołdzie dla Tupac Shakura noszący tytuł A 2Pac Tribute: Dare 2 Struggle. Gościnnie wystąpili na nim Mopreme oraz Outlawz.